# Sven Herlin

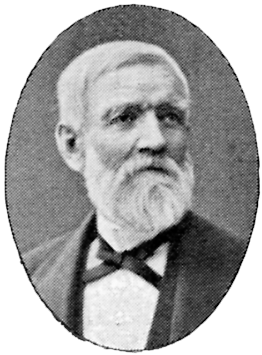
Sven Herlin.

Sven Herlin, född 25 juni 1815 i Skåne, död 27 november 1886 i Stockholm, var en svensk målare, tecknare, ritlärare  och konservator. 
Han var son till folkskolläraren Nils Herlin och bror till Lars Herlin. Han var verksam som teckningslärare i några skolor i Stockholm. Han var elev till Johan Cardon och har målat en del stämningslandskap. Herlin finns tepresenterad vid Malmö museum, En handskriven självbiografi av Herlin  ingår i Nils Månsson Mandelgrens samling i Kungliga biblioteket. Herlin är representerad vid bland annat Örebro läns museum

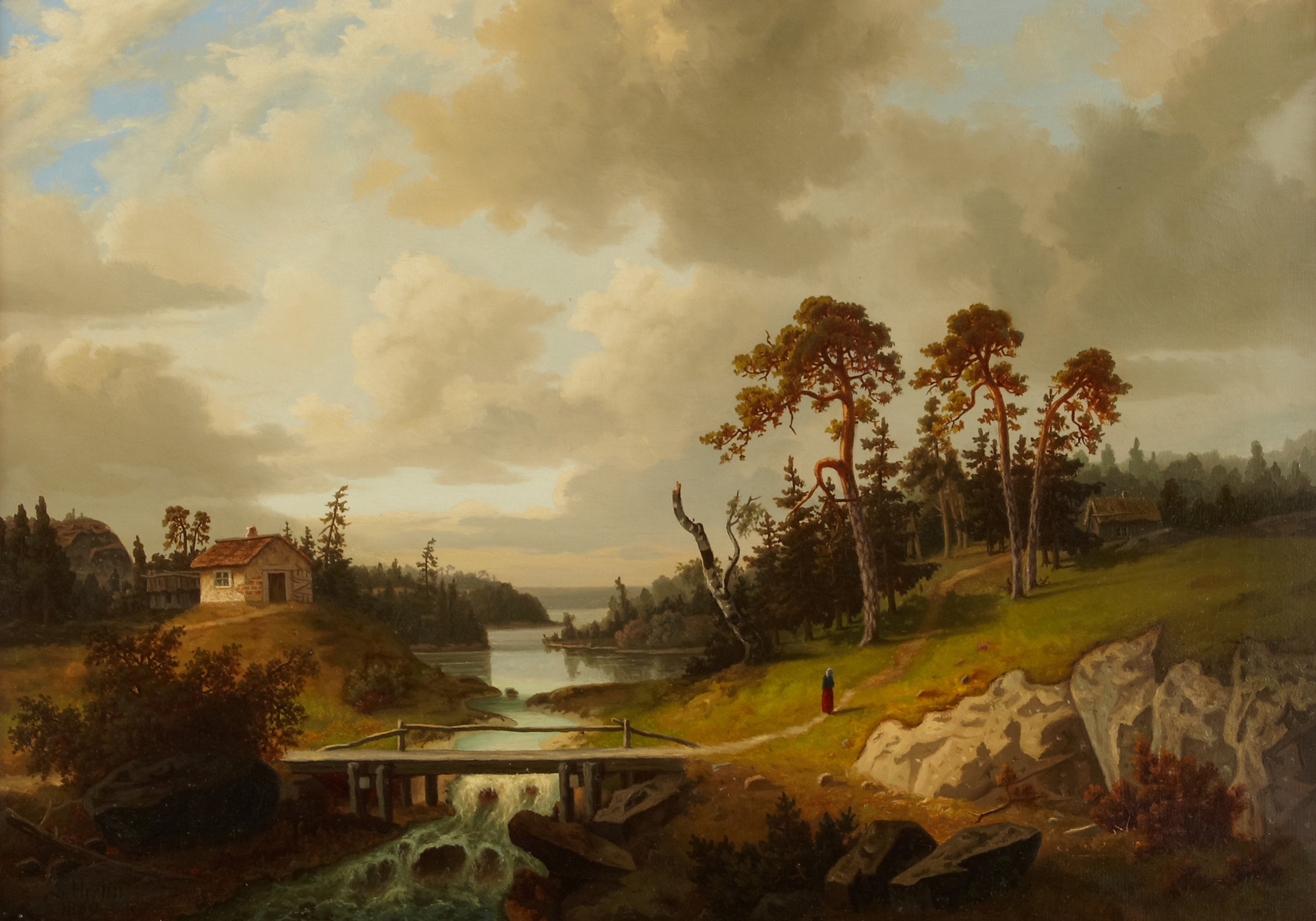
Sommarlandskap, (1869).